# 公主剧院 (纽约市)
公主剧院（Princess Theatre）是舒伯特兄弟、戏剧制作人雷·康斯托克、戏剧经纪人伊丽莎白·马布里和演员兼导演霍尔布鲁克·布林合资建立的一个剧院，原位于美国纽约市第六大道西39街104-106号的一块狭窄土地上，仅可容纳299人，1913年初开业。
虽然规模不大，但该剧院对美国音乐剧的发展产生了深远的影响。在制作了一系列戏剧之后，剧院于1915年至1918年间由杰罗姆·科恩、盖伊·博尔顿和佩勒姆·格伦维尔·伍德豪斯等制作了一系列精致音乐剧，极大影响了美国音乐剧的发展。剧院后曾改为电影院和娱乐中心，1955年拆除。